# 吉利德縣區 (伊利諾伊州卡爾霍恩縣)
吉利德縣區（英語：Precincts (United States)）是位於美國伊利諾伊州卡爾霍恩縣的一個縣區。

## 地方資料
根據2010年美國人口普查的數據，吉利德縣區的面積為63.08平方千米，當中陸地面積為53.75平方千米，而水域面積為9.33平方千米。當地共有人口318人，而人口密度為每平方千米5.04人。